# Madarcos
Madarcos è un comune spagnolo di 46 abitanti situato nella comunità autonoma di Madrid.